# Кумбули
Ку́мбули (латыш. Kumbuļi) — населённый пункт в Аугшдаугавском крае Латвии. Входит в состав Деменской волости. Находится на берегу озера Кумбелес и реки Кумбеле. Расстояние до города Даугавпилса составляет около 25 км. По данным на 2015 год, в населённом пункте проживал 271 человек. Есть библиотека, врач общей практики и магазин.

## История
В советское время населённый пункт был центром Лидумниекского сельсовета Даугавпилсского района. В селе располагался совхоз «Узвара».